# 序托冷水花
序托冷水花（学名：Pilea receptacularis）为荨麻科冷水花属的植物，为中国的特有植物。分布于中国大陆的陕西、湖北、四川等地，生长于海拔600米至2,000米的地区，一般生于山坡林下阴湿处以及路边草丛中，目前尚未由人工引种栽培。

## 别名
地水麻（重庆城口）